# مايكروسوفت سارفيس برو 2
مايكروسوفت سارفيس برو 2 (بالإنجليزية: Microsoft Surface Pro 2)‏ هو حاسوب لوحي من مايكروسوفت سارفيس تم الكشف عنه في 23 سبتمبر 2013، تم طرحه في الأسواق في 22 أكتوبر 2013.

## الخصائص
- الكاميرا الأمامية: 1.2 ميجابكسل
- الكاميرا الخلفية: 1.2 ميجابكسل
- الشاشة: 1920 × 1080
- الوزن: 1.984 غرام
- المعالج: 1.9 جيجا هرتز ثنائي النواة
- الذاكرة: 8 جيجابايت
- التخزين: 64 جيجابايت